# Kościół Najświętszej Maryi Panny Wniebowziętej w Ołpinach
Kościół Najświętszej Maryi Panny Wniebowziętej – rzymskokatolicki kościół parafialny w Ołpinach, należący do dekanatu Ołpiny diecezji tarnowskiej.
Obecna świątynia została wzniesiona w latach 1925-31 według projektu architekta Stanisława Majerskiego z Przemyśla pod nadzorem budowniczego Franciszka Boratyńskiego. Kościół został konsekrowany przez biskupa Karola Pękalę w 1956 roku. 

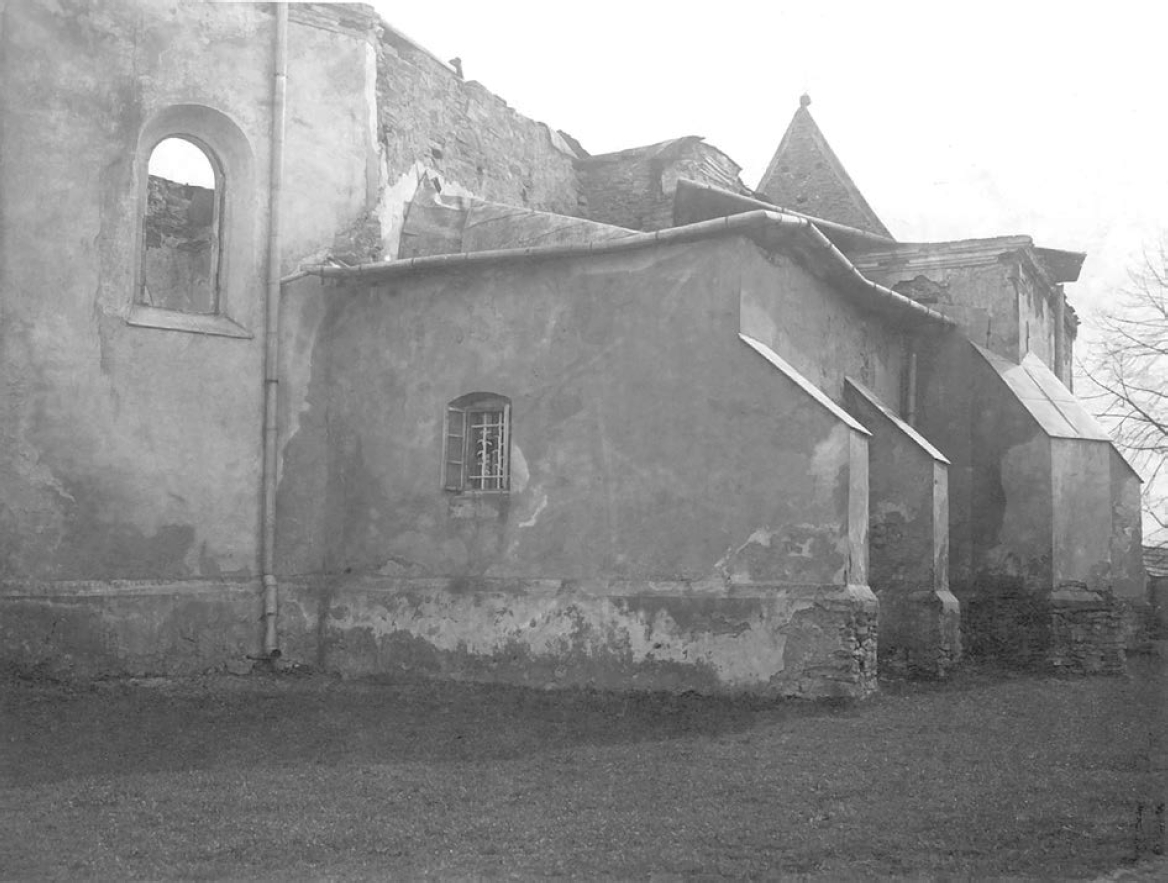
Ruiny starego kościoła parafialnego (1915)

Jest to budowla neoromańska, wybudowana z cegły z dodatkiem kamienia. Kościół posiada trzy nawy, jest hala składająca się z krótkiego prezbiterium zamkniętego ścianą prostą, po bokach którego znajdują się dwie symetryczne przybudówki zakrystyjne. Przy korpusie nawowym od frontu znajdują się dwie wieże, z których południowa jest znacznie podwyższona w stosunku do sąsiedniej, obie są nakryte namiotowymi dachami hełmowymi. Świątynia nakryta jest dachem dwuspadowym, pokrytym blachą, nad korpusem znajduje się wieżyczka na sygnaturkę. Wnętrze nakrywają sklepienia krzyżowe. Nawy boczne są oddzielone od głównej czterema kamiennymi, masywnymi kolumnami, w górnej części spiralnymi. Arkady między nawami są zamknięte łukiem spłaszczonym. Chór muzyczny jest wbudowany pomiędzy wieżami i podparty dwiema kolumnami. Polichromia wnętrza o charakterze figuralnym i ornamentalnym, została namalowana w 1948 roku przez Aleksandra Trojkowicza.